# Quentin Makepeace
Quentin Makepeace es un personaje de ficción que aparece en las dos últimas entregas de la trilogía escrita por Jonathan Stroud (El Ojo del Golem; La Puerta de Ptolomeo).
Es un hechicero autor de teatro. Sus obras no son muy agradables para nadie excepto para el primer ministro del Imperio Británico, Rupert Deveraux, al que parece entretener enormemente.
A causa de ello todos los hechiceros importantes del ministerio se ven obligados a acudir a cada estreno de sus últimas obras.
Hasta La Puerta de Ptolomeo se comportaba como cualquier otro hechicero, y permanecía en un segundo plano; pero a partir de ahí se comienza a resaltar sobre el resto de secundarios.
Makepeace llega a investigar metiendo dentro de un recipiente humano demonios de alto poder, creyendo así poder controlarlos mejor.
En la última interpretación de una obra de Makepeace (basada en la vida del primer ministro, Rupert Deveraux), Nathaniel es invitado a su palco personal, desde donde presencia un secuestro a gran escala de los principales hechiceros del Gobierno a cargo de cientos de diablillos al servicio al servicio del dramaturgo
Cuando posteriormente, Quentin Makepeace y los otros conspiradores intentan invocar dentro de ellos a un demonio (en caso de Makepeace, al temible demonio Nouda) los demonios les arrebatan el control de sus mentes y las destruyen.